# Frederic Clay
Frederic Emes Clay (París, 3 d'agost de 1838 – Marlow, Buckinghamshire, 24 de novembre de 1889), va ser un compositor anglès conegut principalment per la seva música escrita per a l'escenari. Clay, fou gran amic d'Arthur Sullivan, va escriure quatre òperes còmiques amb W. S. Gilbert i va ser presentat pels dos artistes.
Estudià música a París i Leipzig, sota la direcció de Molique i Moritz Hauptmann, respectivament. Excepció feta d'algunes cançons i de dues cantates, The Knights of the cross (1866) i Lalla Roohk (1877), totes les seves composicions foren escrites per al teatre, encara que el seu més gran títol per la immortalitat fos la seva creació de I'll sing thee songs of Araby.
Se li deuen dues òperes Court and Cottage, estrenada al Covent Garden el 1862, a la qual li seguiren Constance (1865), Ages Ago (1869), i Princesa Toto (1875), destacant les dues últimes. Després d'un llarg interval tornà a l'escena amb The Merry Duchess i The Golden Ring, ambdues de 1883.
Víctima d'una paràlisi que li amargà els últims anys de la seva vida, deixà d'escriure.